# 7141 Bettarini
A 7141 Bettarini (ideiglenes jelöléssel 1994 EZ1) a Naprendszer kisbolygóövében található aszteroida. A. Boattini és M. Tombelli fedezte fel 1994. március 12-én.